# Caenopedina
Genre
Synonymes
- Coenodiadema Bather, 1900[2]
- Coenopedina Pomel, 1883[2]
- Miopedina Pomel, 1883[1]
- Stereopedina de Loriol, 1903[1]

Caenopedina est un genre d'oursins de la famille des Pedinidae.

## Description et caractéristiques

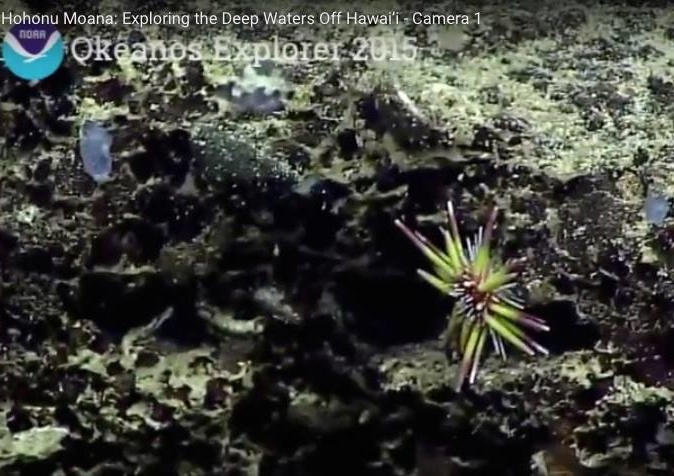
Un Caenopedina pulchella observé à 400 m de profondeur à proximité de Hawaii (Nihau).

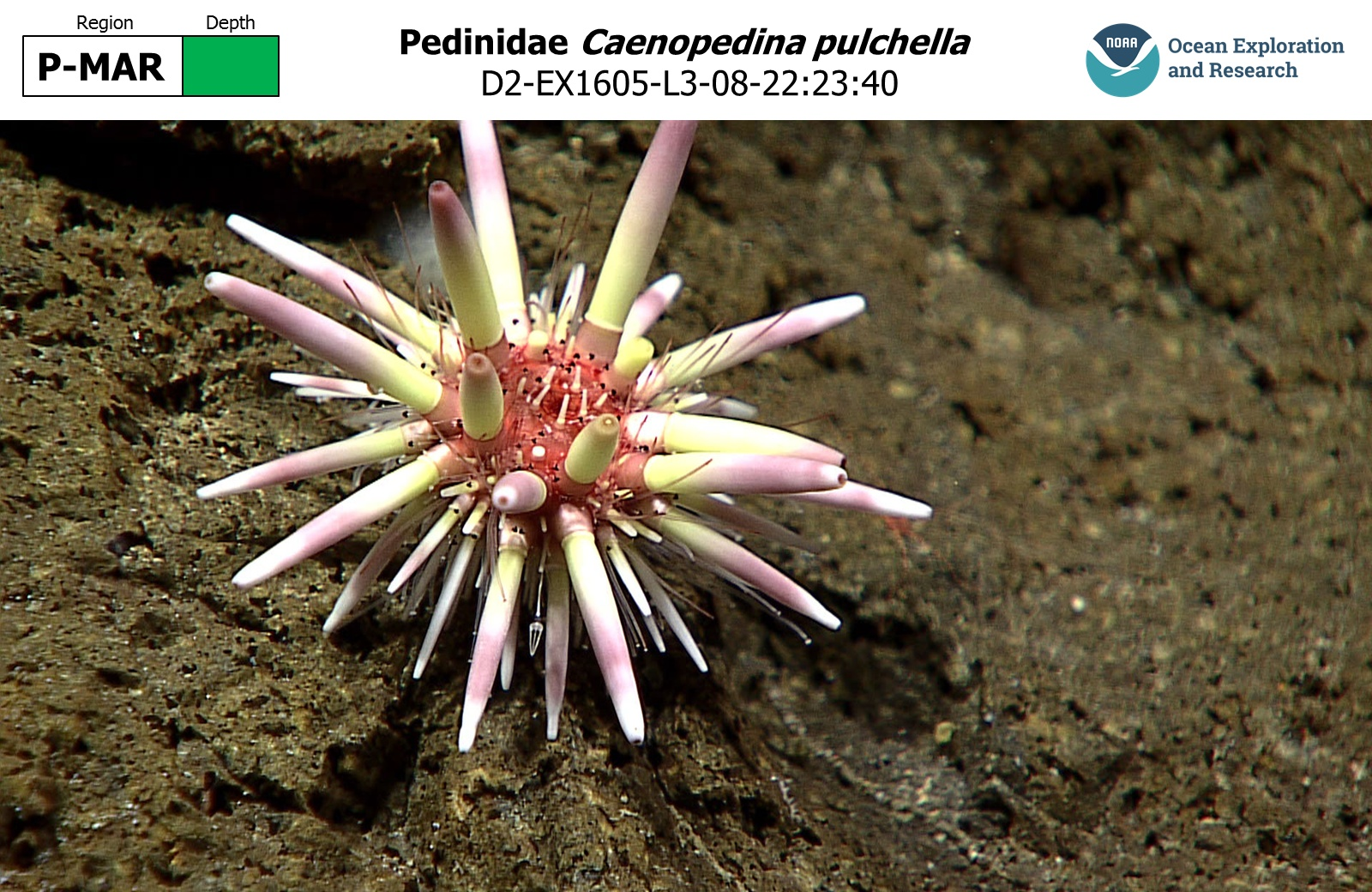
idem.

Ce sont de petits oursins relativement rares, qu'on trouve principalement en grande profondeur. Ce sont des oursins réguliers, dont le test (coquille) est légèrement aplati et les radioles (piquants) relativement longues.
D'un point de vue squelettique, le disque apical est large, avec un périprocte étendu et subcirculaire et un disque apical dicyclique et une membrane périproctale couverte de petites plaques.

Les zones ambulacraires sont droites et peu étendues.

Les paires de pores sont disposées en triades, les trois éléments s'étendant vers la suture perradiale. Un gros tubercule primaire occupe chaque plaque composée, ne laissant qu'une petite zone granulée perradialement.

Les plaques interambulacraires sont légèrement plus larges que hautes, dominées par un gros tubercule primaire disposé sur une large aréole et un petit mamelon. Tous les tubercules sont perforés et non crénulés. Le reste des plaques est couvert d'une granulation hétérogène, incluant de petits tubercules secondaires interradiaux.
 
Les radioles sont longues et fines, sans cortex ; les primaires sont robustes et pleines, et les secondaires sont creuses.

Chaque plaque composée porte un sphaeridia.

La lanterne d'Aristote porte un foramen magnum profond, et des dents incurvées.
Ces oursins sont extrêmement proches des Hemipedina, desquels il est parfois difficile de les différencier.
L'espèce-type (qui est aussi la plus abondante) est Caenopedina cubensis, que l'on trouve en mer des Caraïbes.
Ils sont apparus au milieu du Jurassique, et ont peuplé les eaux profondes de l'Atlantique et de l'Indo-pacifique.

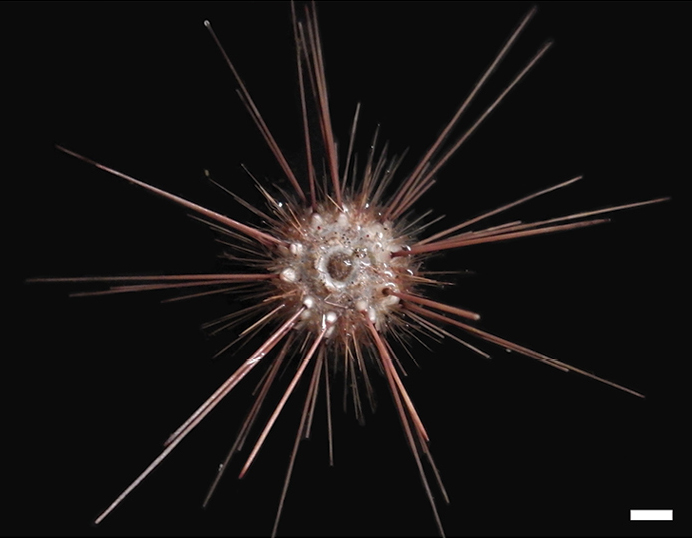
Caenopedina cf. hawaiiensis
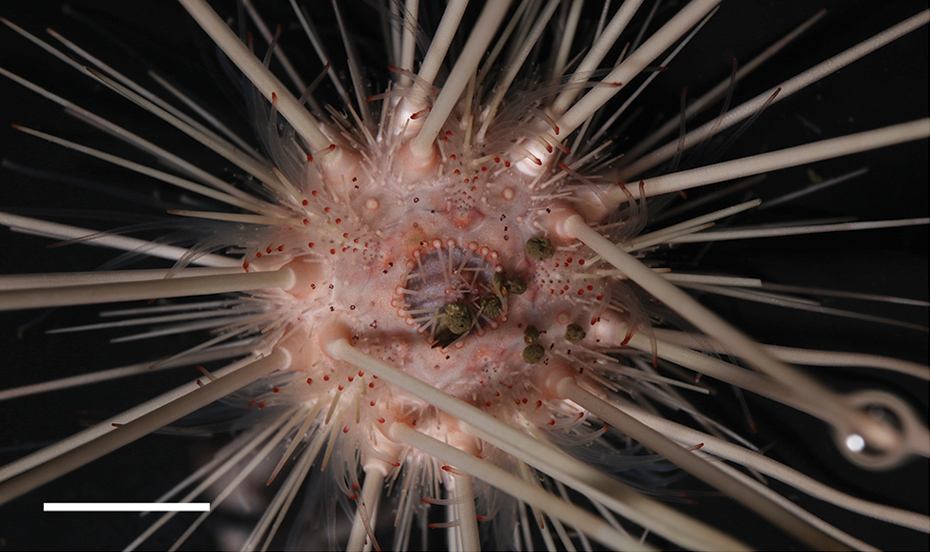
Caenopedina diomedeae

## Liste des espèces
Selon World Register of Marine Species (26 octobre 2013) : 
- Caenopedina alanbakeri (Rowe, 1989) (Détroit de Tasmanie)
- Caenopedina annulata (Mortensen, 1940) (Malaisie)
- Caenopedina capensis (H.L. Clark, 1923) (Afrique du Sud)
- Caenopedina cubensis (A. Agassiz, 1869) (Caraïbes)
- Caenopedina depressa (Koehler, 1927) (Maldives)
- Caenopedina diomedeae (Mortensen, 1939) (Golfe de Panama)
- Caenopedina hawaiiensis (H.L. Clark, 1912) (Hawaii)
- Caenopedina indica (de Meijere, 1903) (Philippines)
- Caenopedina mirabilis (Döderlein, 1885) (Japon)
- Caenopedina novaezealandiae (Pawson, 1964) (Nouvelle-Zélande)
- Caenopedina otagoensis (McKnight, 1968) (Nouvelle-Zélande)
- Caenopedina porphyrogigas (Anderson, 2009) (Nouvelle-Zélande et Australie)
- Caenopedina pulchella (A. Agassiz & H.L. Clark, 1907) (Pacifique, Hawaii[3] et Nouvelle-Zélande)
- Caenopedina superba (H.L. Clark, 1925) (Océan Indien)

ITIS (26 octobre 2013) y ajoute Caenopedina diomedeae (Mortensen, 1939).
Parmi les espèces fossiles, on recense notamment : 
- Caenopedina ameghinoi (de Loriol, 1902) Miocène, Patagonie.
- Caenopedina chalmasi (Cotteau, 1882) Bajocien et Bathonien, France.
- Caenopedina tuberculata (Wright, 1860) Oxfordien, Jurassic, Angleterre.

## Galerie

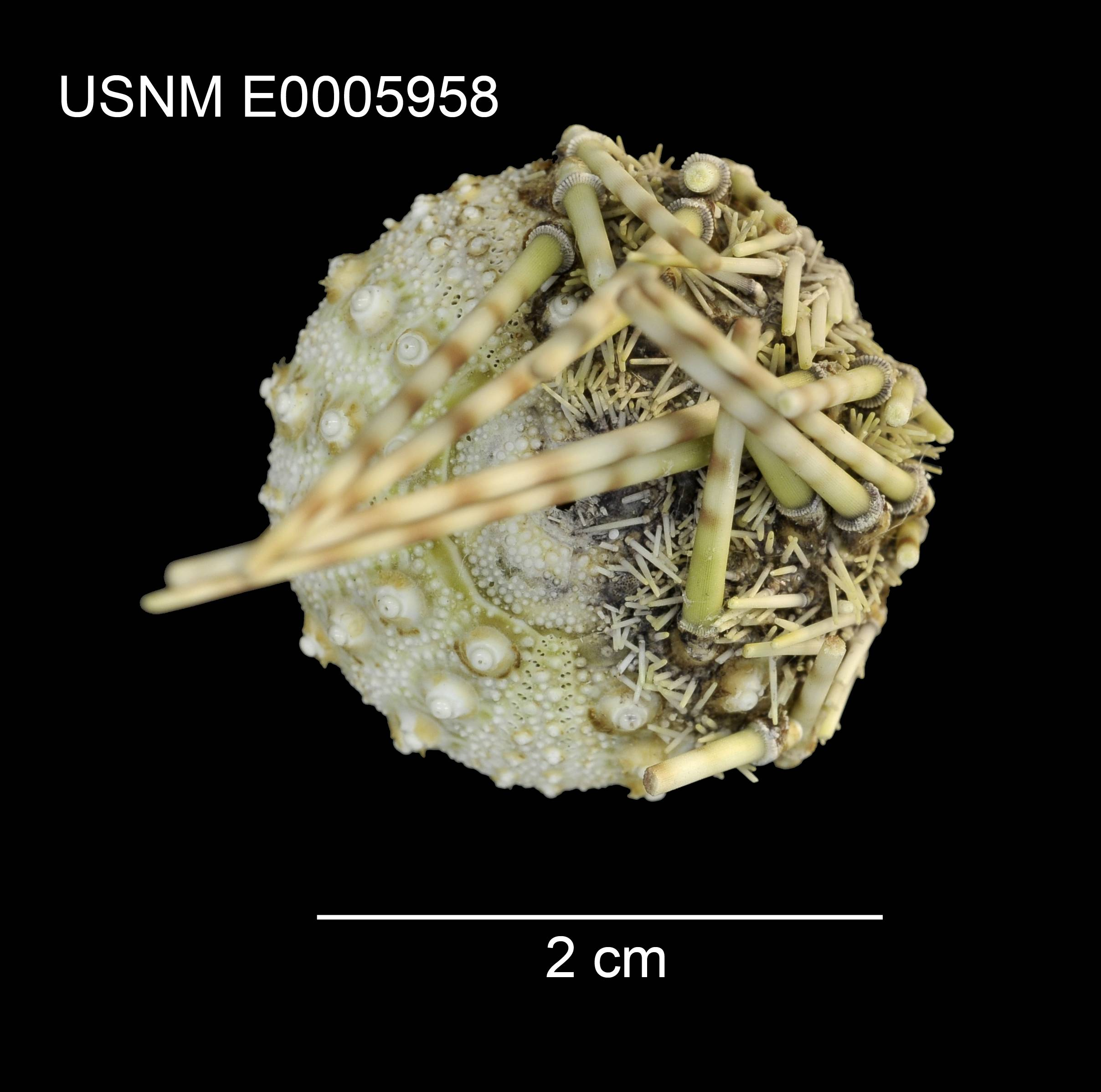
Caenopedina annulata.
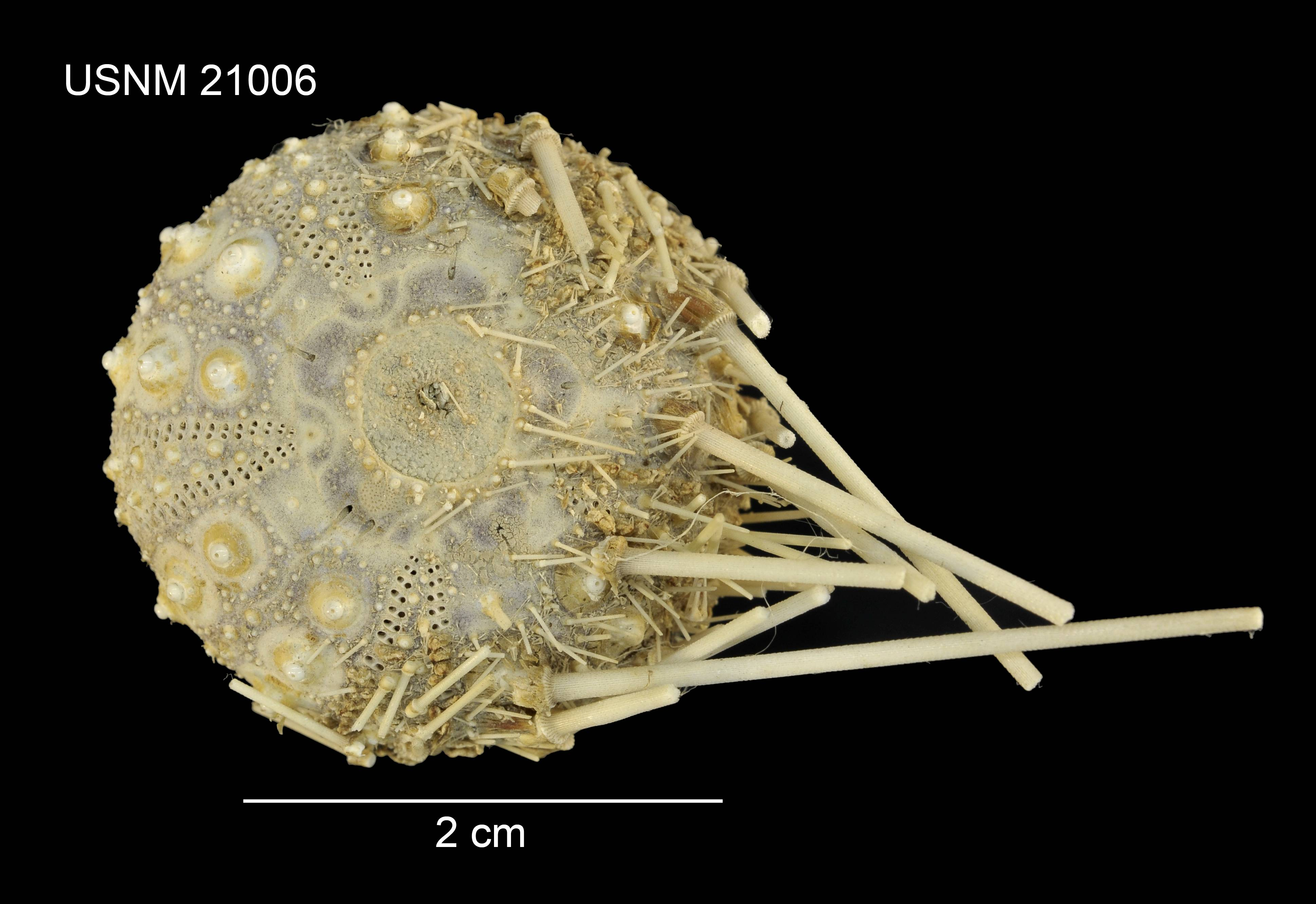
Caenopedina diomedeae.
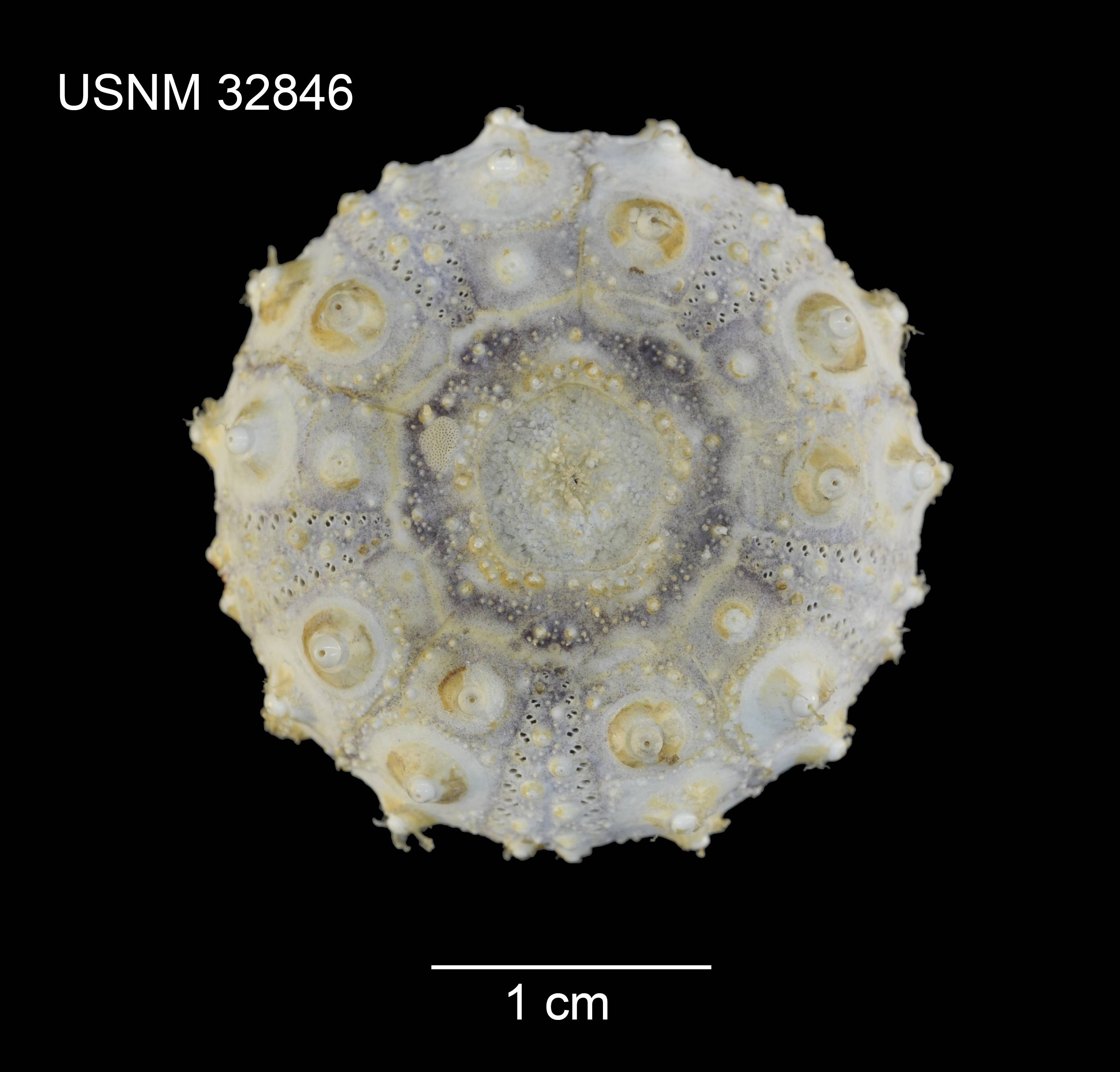
Caenopedina hawaiiensis.
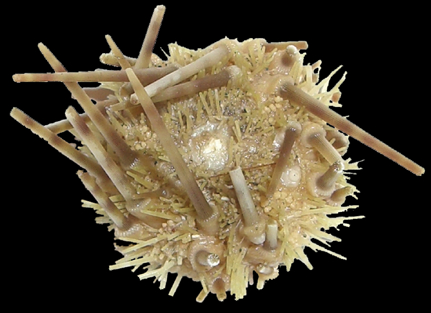
Caenopedina mirabilis.
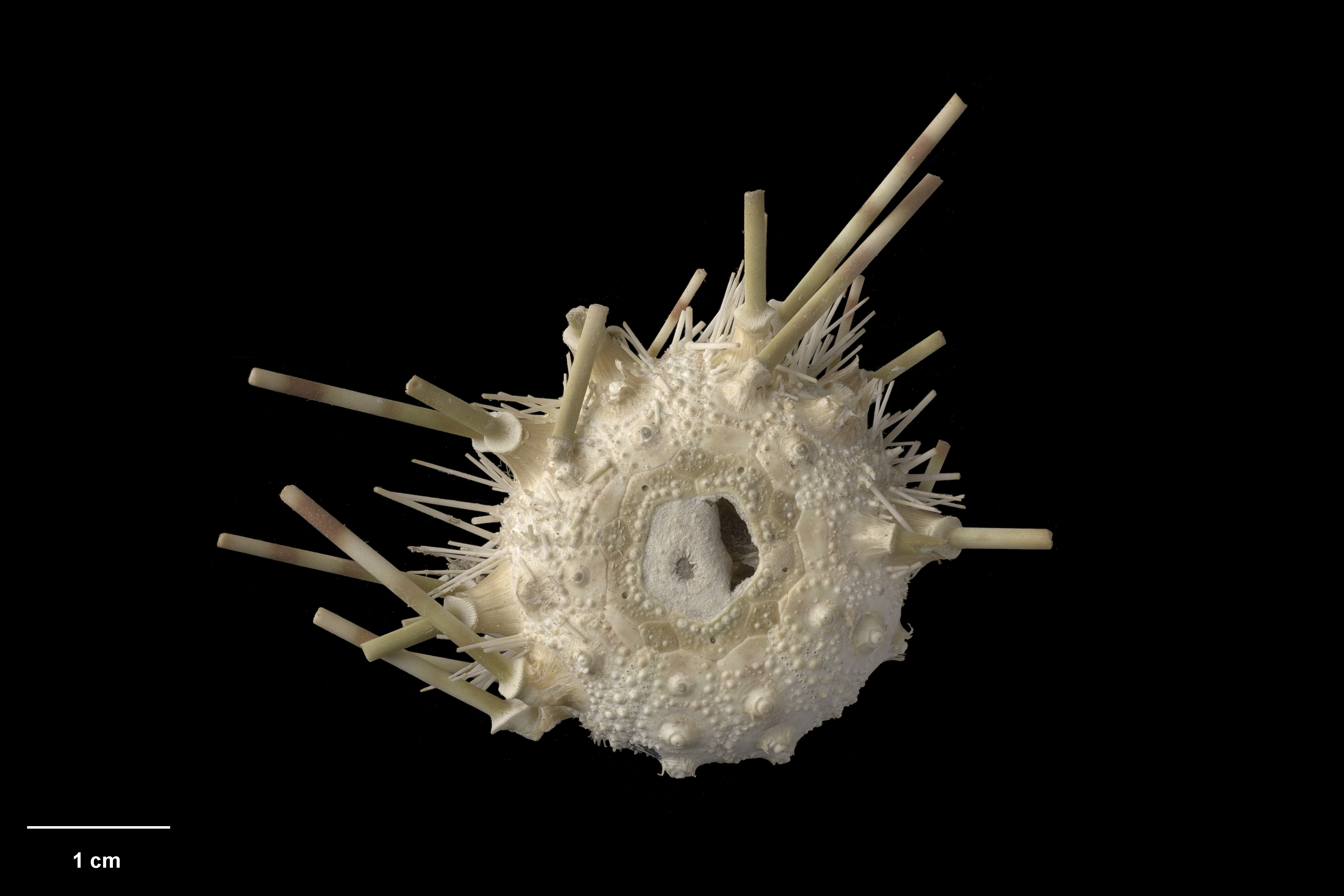
Caenopedina novaezealandiae.
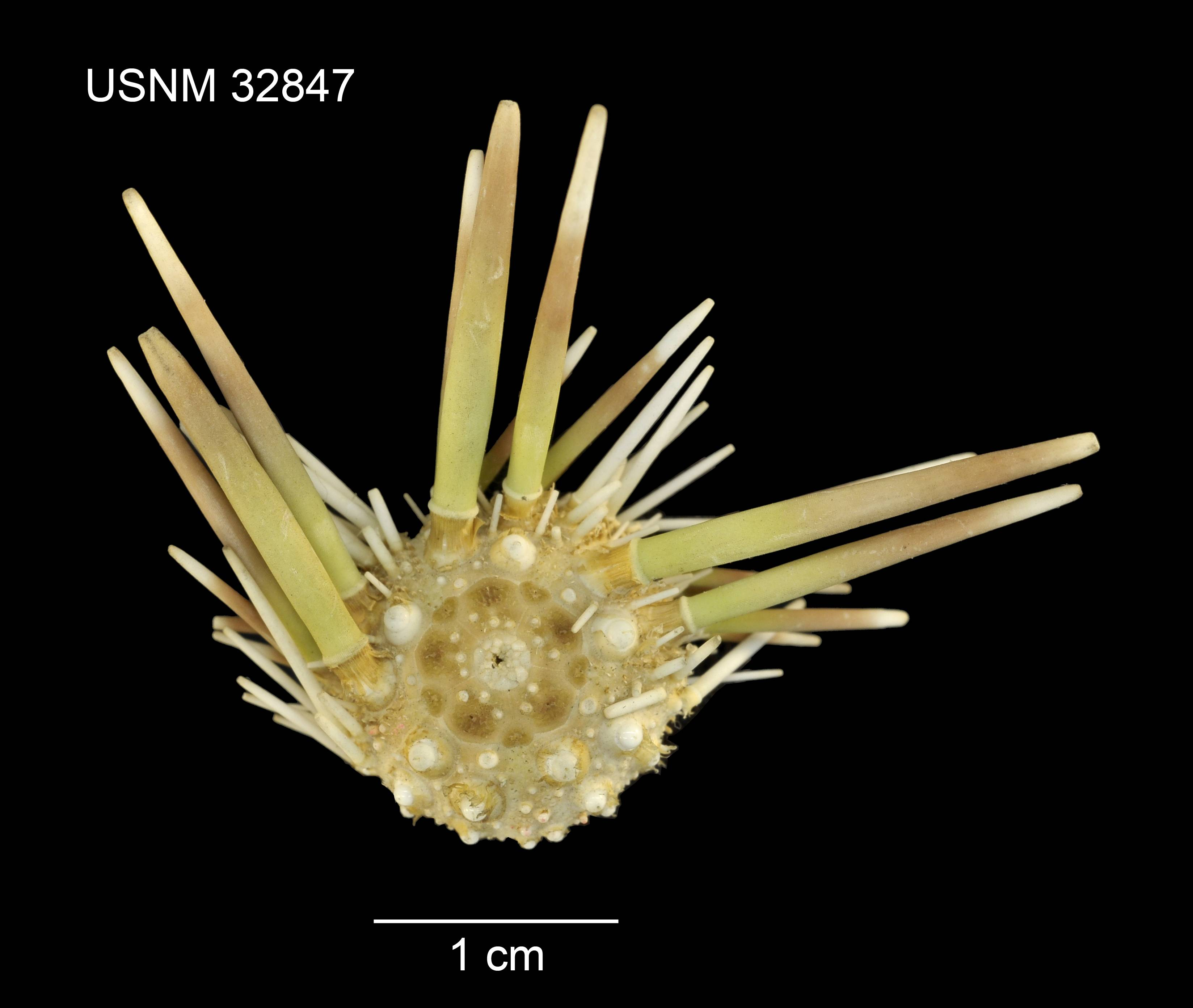
Caenopedina pulchella.
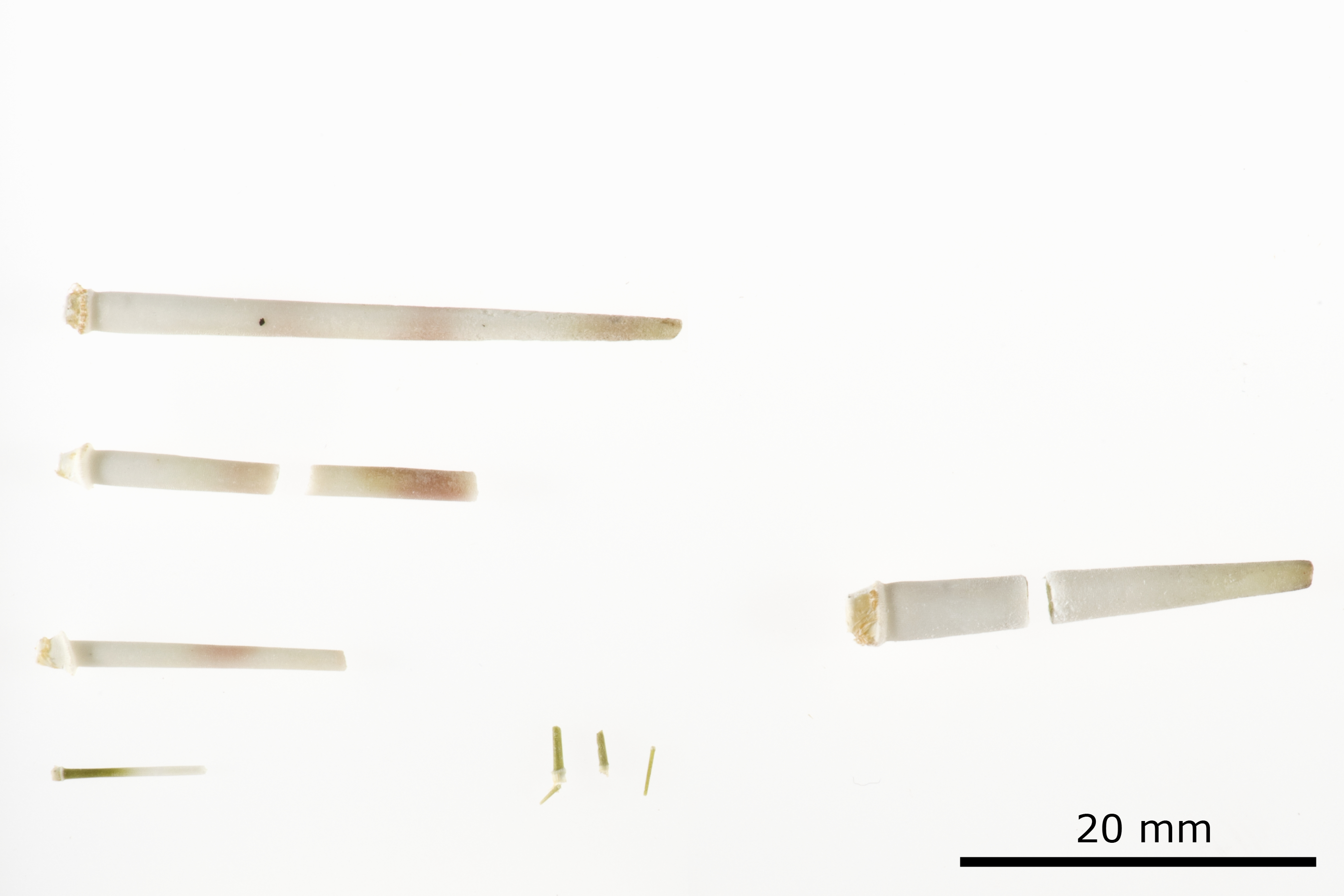
Radioles de Coenopedina superba.